# 栃木站
栃木車站（日语：／ Tochigi eki */?）位於日本栃木縣栃木市沼和田町，是東日本旅客鐵道（JR東日本）、東武鐵道的鐵路車站。
位於栃木市中部的巴波川西岸，過去是日光例幣使街道的舊宿場町，有「小江戶」之稱，為栃木市的代表車站。

## 停靠路線
此站有JR東日本的兩毛線與東武鐵道的日光線停靠，是兩線轉乘站。
本站的東武鐵路路線屬於日光線系統，但起於鄰站新栃木站的宇都宮線大多數列車也都延駛至本站折返，因此本站實際上可搭乘兩路線的列車。車站編號「TN 11」。

## 歷史
- 1888年（明治21年）5月22日 - 兩毛鐵道車站開業。
- 1897年（明治30年）1月1日 - 轉讓給日本鐵道。
- 1906年（明治39年）11月1日 - 日本鐵道國有化。由官設鐵道管轄。
- 1909年（明治42年）10月12日 - 線路名稱制定，本站為兩毛線車站。
- 1928年（昭和3年） - 建造洋風站房。
- 1929年（昭和4年）4月1日 - 東武日光線車站開業。
- 1984年（昭和59年）2月1日 - 廢止貨運業務。
- 1987年（昭和62年）4月1日 - 國鐵分割民營化，兩毛線由JR東日本繼承。
- 2000年（平成12年）5月17日 - 東武日光線車站高架化。
- 2001年（平成13年）11月18日 - JR東日本開始使用IC卡Suica。
- 2003年（平成15年）4月4日 - JR兩毛線車站高架化[1]。
- 2006年（平成18年）3月 - JR東日本的「喂喂青蛙君售票機」（もしもし券売機Kaeruくん）啟用[2]。
- 2007年（平成19年）3月18日 - 東武鐵道IC卡PASMO開始使用。
- 2007年（平成19年）10月 - 東武宇都宮線開始單人運轉。
- 2018年（平成30年）4月10日：JR東日本兩毛線月台發車音樂改為「栃木市民之歌～明日的希望～」。

## 車站結構

### JR東日本
栃木是個設有一座島式月台2乘車線的高架車站。其在地面車站的時代，原為2面3線的配置。站內設有可對應Suica智慧卡的自動檢票機與指定席售票機。

#### 月台配置
| 月台 | 路線    | 方向 | 目的地               |
| ---- | ------- | ---- | -------------------- |
| 1    | ■兩毛線 | 下行 | 小山方向             |
| 2    | ■兩毛線 | 上行 | 佐野、前橋、高崎方向 |

（來源：JR東日本:車站構內圖 （页面存档备份，存于））

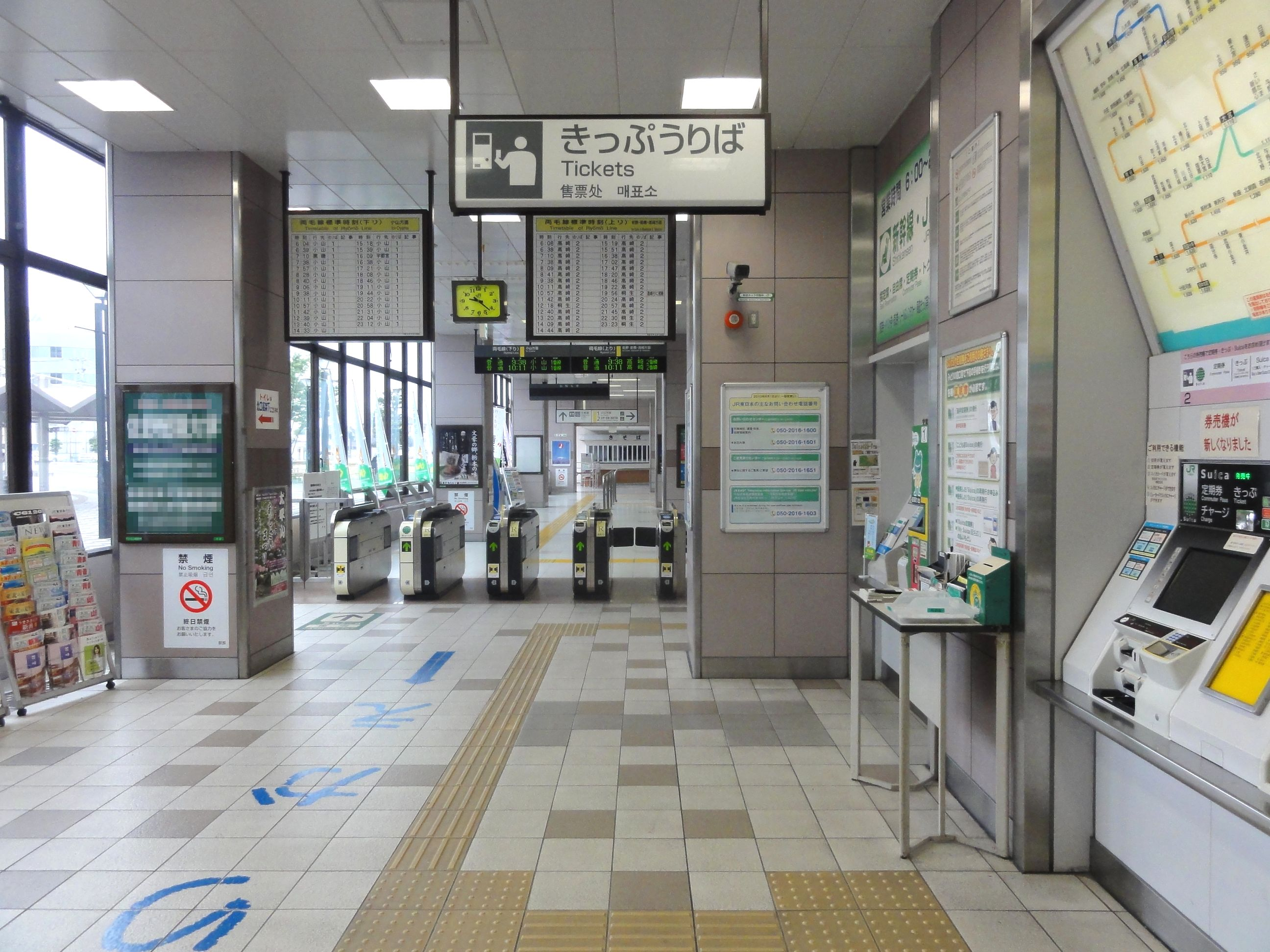
JR線閘口（2011年6月）
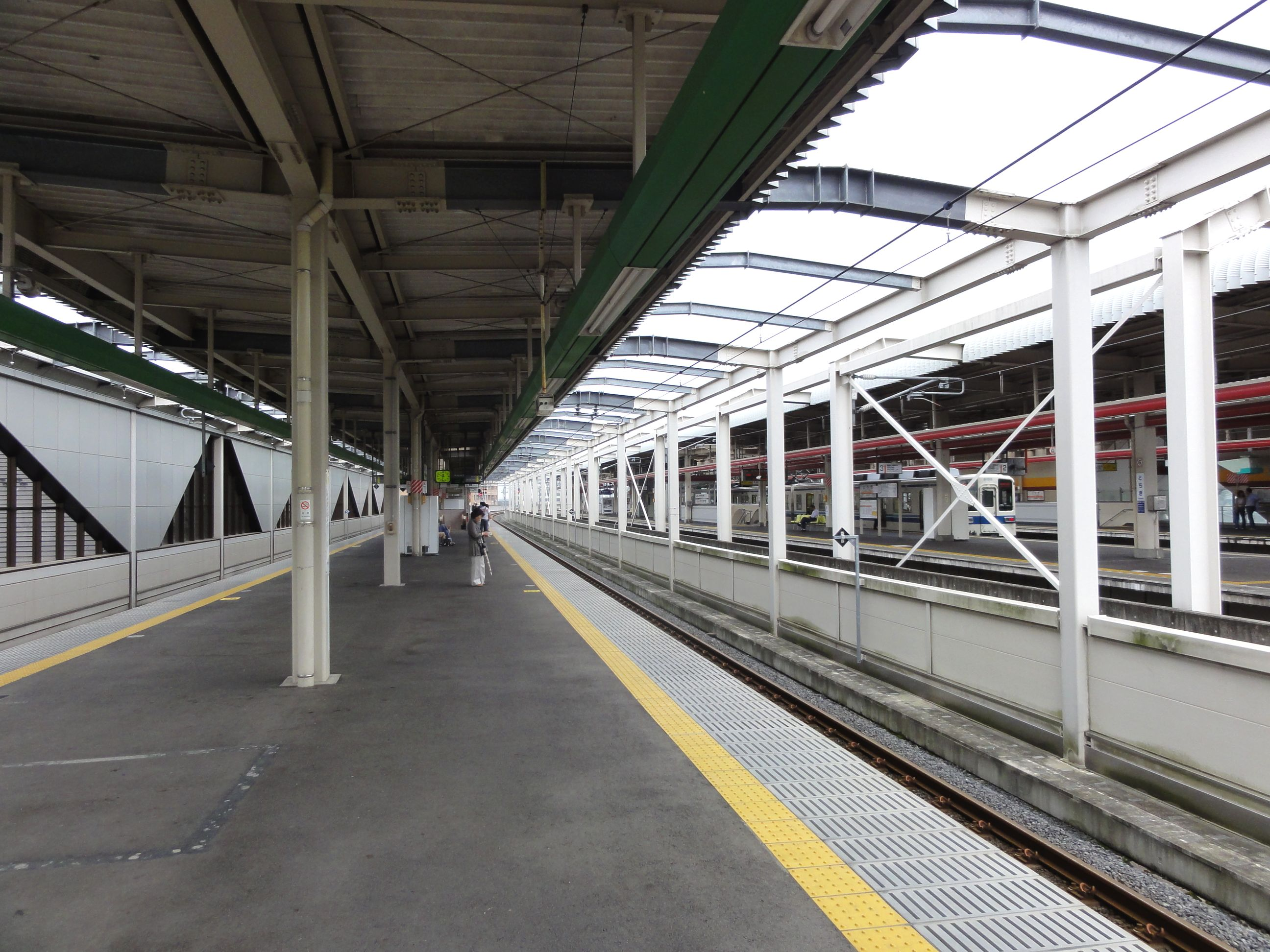
JR線月台（2011年6月）

### 東武鐵道
東武所屬的栃木車站設有側式月台與島式月台各1座，共3線配置，屬高架車站。站內設有可對應PASMO智慧卡的自動檢票機。
過去的站務是委託給JR東日本，高架化完成後重新接手站務。地面車站時代的月台配置為島式月台1面2線。

#### 月台配置
| 月台 | 路線   | 方向 | 目的地                                                                     |
| ---- | ------ | ---- | -------------------------------------------------------------------------- |
| 1    | 日光線 | 上行 | 南栗橋、東武動物公園、 東武晴空塔線 北千住、東京晴空塔、淺草、 ■JR新宿方向 |
| 2、3 | 日光線 | 下行 | 新栃木、東武日光、 鬼怒川線 鬼怒川溫泉方向                                 |
| 2、3 | 日光線 | 下行 | 宇都宮線 東武宇都宮方向                                                    |

- 上述路線名使用旅客資訊上的名稱（「東武晴空塔線」為愛稱）。

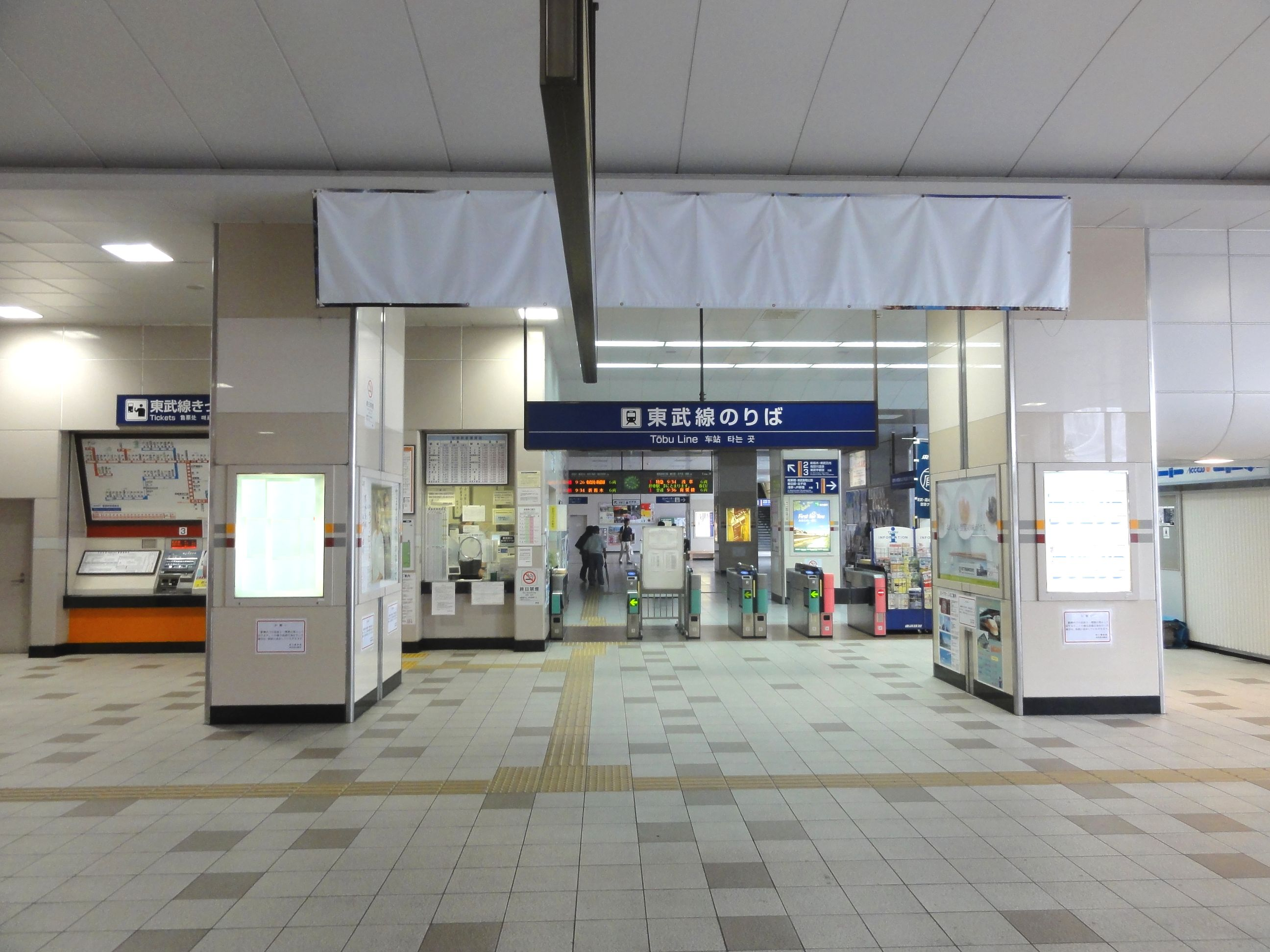
東武線閘口（2011年6月）
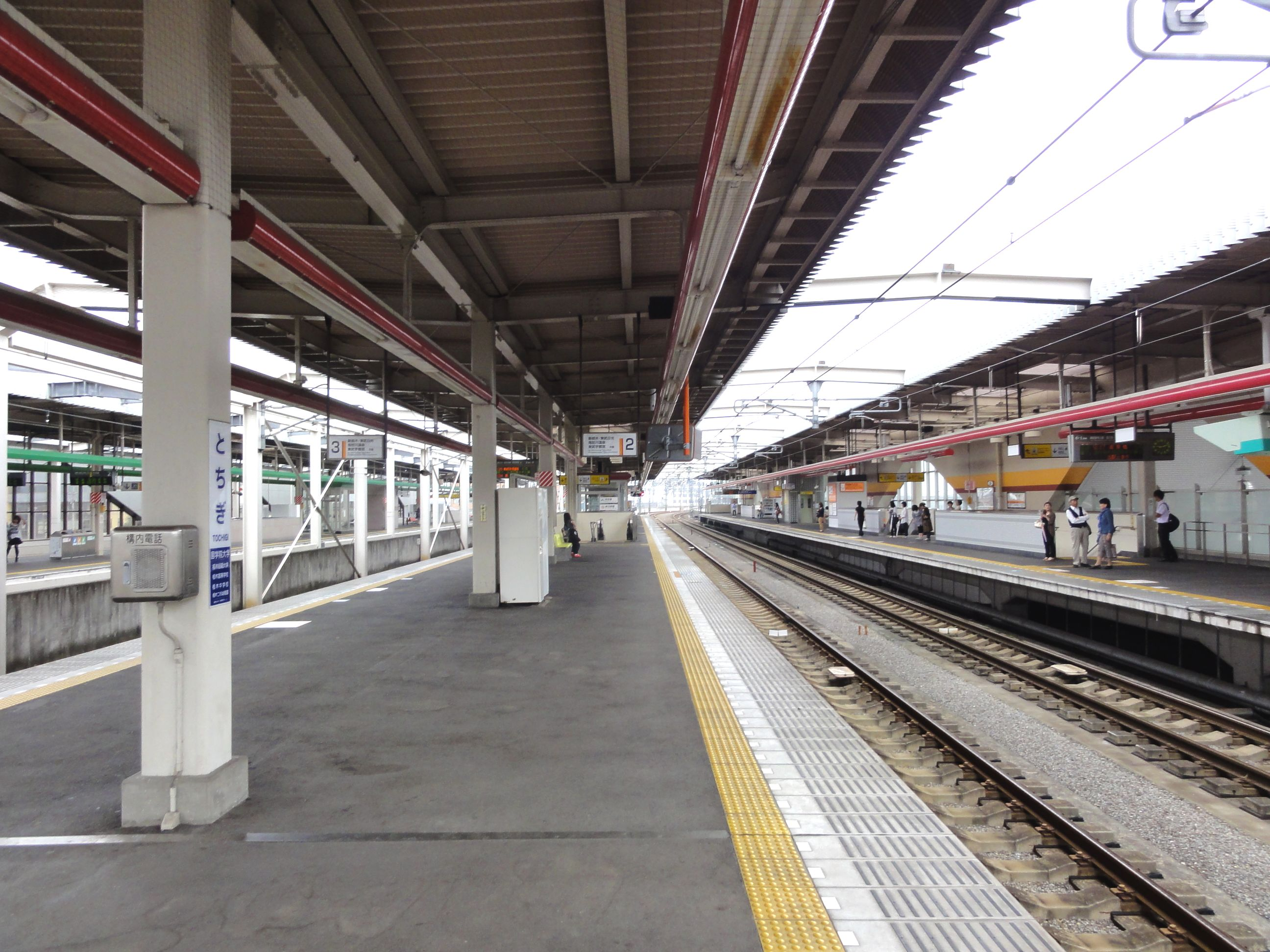
東武線月台（2011年6月）

#### 備註
- 2號線發車的列車為本站始發列車。列車抵達1號線後，會先進入淺草方向的拖上線後折返進入2號線。淺草方向無法進入2號線。新栃木回送的列車可直接進入2號線。

## 使用情況
- JR東日本 - 2019年度一日平均上車人次為4,857人[JR 1]。
  - 兩毛線車站次於小山站、前橋站、新前橋站、伊勢崎站，排行第5位。栃木縣內的JR線車站次於宇都宮站、小山站、那須鹽原站排行第4位。
- 東武鐵道 - 2018年度一日平均上下車人次為11,946人[東武統計 1]。
  - 日光線車站次於東武動物公園站、幸手站、杉戶高野台站排行第4位，栃木縣內的東武線車站排行第1位。

近年一日平均上下、上車人次的推移如下表。
| 上車人次變化       | 上車人次變化     | 上車人次變化       | 上車人次變化 |
| 年度               | JR東日本         | 東武鐵道           | 東武鐵道     |
| 年度               | 1日平均 上車人次 | 1日平均 上下車人次 | 全年上車人次 |
| ------------------ | ---------------- | ------------------ | ------------ |
| 2000年（平成12年） | 5,747            |                    |              |
| 2001年（平成13年） | 5,646            |                    |              |
| 2002年（平成14年） | 5,389            |                    |              |
| 2003年（平成15年） | 5,398            | 11,115             |              |
| 2004年（平成16年） | 5,300            | 11,124             |              |
| 2005年（平成17年） | 5,279            | 11,216             |              |
| 2006年（平成18年） | 5,197            | 11,451             |              |
| 2007年（平成19年） | 5,189            | 11,169             |              |
| 2008年（平成20年） | 5,202            | 11,204             | 2,080,298    |
| 2009年（平成21年） | 5,085            | 10,859             | 2,008,190    |
| 2010年（平成22年） | 5,124            | 10,876             | 2,016,064    |
| 2011年（平成23年） | 5,038            | 10,760             | 1,973,477    |
| 2012年（平成24年） | 5,206            | 11,187             | 2,036,941    |
| 2013年（平成25年） | 5,286            | 11,431             | 2,088,813    |
| 2014年（平成26年） | 5,185            | 11,354             | 2,085,890    |
| 2015年（平成27年） | 5,244            | 11,525             | 2,123,705    |
| 2016年（平成28年） | 5,201            | 11,663             |              |
| 2017年（平成29年） | 5,169            | 11,888             |              |
| 2018年（平成30年） | 5,049            | 11,946             |              |
| 2019年（令和元年） | 4,857            |                    |              |

## 車站周邊

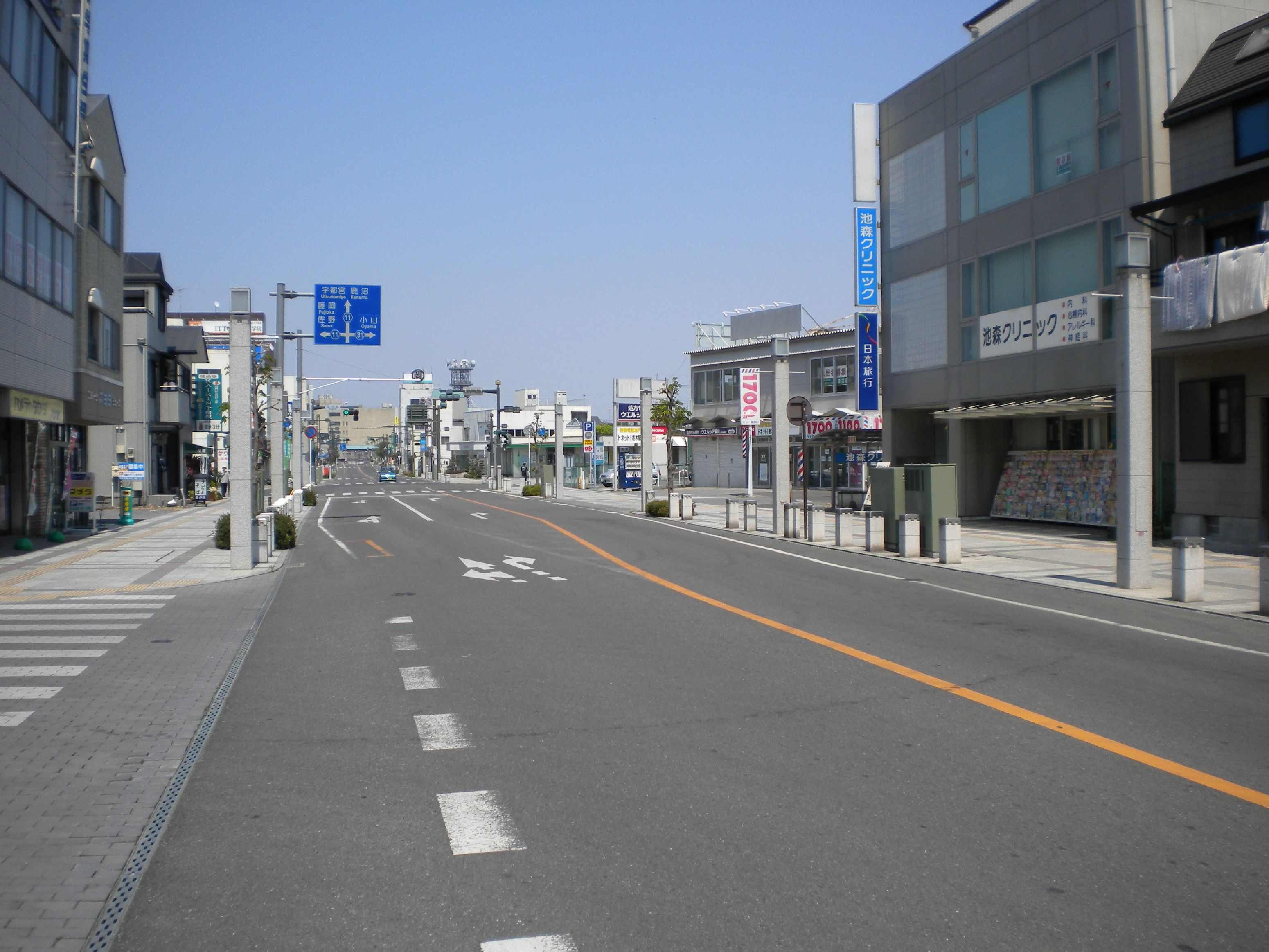
藏之街大通

### 北口
站前的藏之街大通連結北側約1km的市中心。大通沿線已完成景觀整備，週六日可見許多觀光客的身影。另外，往市中心的道路兩側有許多補習班聚集。
舊站房時代的站前廣場十分狹窄。2000年東武、2003年JR完成高架化後進行再開發，陸續開設國學院大學栃木學園教育中心與栃木縣立學悠館高學学校、高層公寓等，未來還預定完成栃木地方合同廳舍與公民中心。廣場設有雕刻家前田哲明的作品「煌樹（こうじゅ）」。
原在入舟町的栃木市役所在2014年2月入駐萬町的原福田屋百貨店栃木店。新市役所1樓在同年三月開設東武宇都宮百貨店栃木店（2015年3月改稱栃木市役所店）。
| 河合町 - 栃木站前交番 - 三井住友海上火災保險栃木支社 - Welcia藥局栃木站前店 - 日本旅行栃木支店 - 日本菸草 (JT) 栃木支社 - JA下野ニューアプロニー - 常陽銀行栃木支店 沼和田町 - 栃木縣立學悠館高學学校 - 栃南計程車栃木營業所 | 境町 - 栃木站前公園 - 栃木站前郵便局 - 栃木市役所栃木站前廳舍 - 關東自動車栃木出張所 - 栃木合同計程車 - 栃木信用金庫站前支店 - 栃木南部地區社區中心 - 天主教栃木教會 - 國學院大學栃木學園第一學習中心 | 片柳町一丁目 - 宇都宮地方法務局栃木支局 - 栃木銀行栃木西支店 片柳町二丁目 - 栃木市商工會館 - JA下野本店 - 東武拓博旅遊栃木支店 |

### 南口
南口是在1984年作為栃木縣立栃木南高等學校（現栃木縣立栃木翔南高等學校）的通學口所設置。
| 沼和田町 - 栃木沼和田郵便局 - 栃木勞動基準監督署 - 岩下食品栃木本社 - TORISEN栃木站南口店 | 境町 - 下都賀郡市醫師會醫院 - 栃木地區急患中心 川連 - 栃木縣立栃木翔南高等學校 |

## 巴士

### 北口
| 乘車處   | 系統             | 主要行經地                                                                                                  | 目的地                   | 運行業者     |
| -------- | ---------------- | --- | ------------------------ | ------------ |
| 栃木站   | 國學院線         | 倭町一丁目、下都賀醫院、栃木女子高、栃木商業高、二杉神社                                                    | 國學院                   | 關東自動車   |
| 栃木站   | 國學院線         | 栃木商工會議所、片柳一丁目、二杉神社                                                                        | 國學院                   | 關東自動車   |
| 栃木站   | 寺尾線           | 栃木商工會議所、栃木商業高、栃木女子高、下都賀醫院                                                          | york berimaru            | 栃木市營巴士 |
| 栃木站   | 寺尾線           | 倭町一丁目、栃木高、永旺、福壽園、梅澤新町、下河原                                                          | 出流觀音                 | 栃木市營巴士 |
| 栃木站   | 寺尾線           | 倭町一丁目、栃木高、永旺、福壽園、梅澤新町、下河原、星野遺跡                                                | 星野御嶽山入口           | 栃木市營巴士 |
| 栃木站   | 大宮國府線       | 下都賀醫院、新栃木站、野州平川站、保健福祉中心、野州大塚站                                                  | 國府公民館               | 栃木市營巴士 |
| 栃木站   | 皆川線           | 下都賀醫院、栃木女子高、栃木商業高、皆川郵便局、柏倉温泉                                                    | 南柏倉公民館前           | 栃木市營巴士 |
| 栃木站   | 樋之口線         | 岩下紀念館、栃木年金事務所                                                                                  | 樋之口生協團地第一公園前 | 栃木市營巴士 |
| 栃木站   | 部屋線           | 下都賀醫院、栃木女子高、栃木商業高、CAINZ MALL、大平下站 、新大平下站、YUYU PLAZA、部屋出張所、藤岡綜合支所 | 藤岡站                   | 栃木市營巴士 |
| 栃木站   | 部屋線           | 下都賀醫院、栃木女子高、栃木商業高、CAINZ MALL、大平下站 、新大平下站、YUYU PLAZA、部屋出張所               | 部屋南部櫻堤公園         | 栃木市營巴士 |
| 栃木站   | 真名子線         | 栃木女子高、下都賀醫院、新栃木站、赤津郵便局、真名子介護保險事業所 、水木集落中心、道之驛西方、西方綜合支所 | 東武金崎站               | 栃木市營巴士 |
| 栃木站   | 真名子線         | 栃木女子高、下都賀醫院、新栃木站、赤津郵便局、水木集落中心                                                  | 真名子介護保險事業所     | 栃木市營巴士 |
| 栃木站   | 金崎線           | 下都賀醫院、新栃木站、合戰場郵便局、都賀綜合支所、家中站 、東武金崎站、西方綜合支所                         | 道之驛西方               | 栃木市營巴士 |
| 栃木站前 | 市街地循環線     | （東回）栃木文化會館、本町郵便局、市民會館                                                                  | 新栃木站（循環）         | 栃木市營巴士 |
| 栃木站前 | 市街地循環線     | （西回）下都賀醫院、栃木市役所、嘉右衛門町                                                                  | 新栃木站（循環）         | 栃木市營巴士 |
| 栃木站前 | 市街地循環線     | （東回、西回）醫師會醫院                                                                                    | 栃木站前（循環）         | 栃木市營巴士 |
| 栃木站前 | 市街地北部循環線 | （東回）新栃木站、永旺、栃木警察署                                                                          | 栃木站前（循環）         | 栃木市營巴士 |
| 栃木站前 | 市街地北部循環線 | （西回）法務局、十二社、綜合運動公園                                                                        | 栃木站前（循環）         | 栃木市營巴士 |

#### 夜行高速巴士
- 關東自動車、近鐵巴士（日语：近鉄バス）「栃木號」
  - 京都站八條口 - 大阪梅田（東梅田站） - 近鐵難波站西口（OCAT）（日语：大阪シティエアターミナル） - USJ

## 相鄰車站
東日本旅客鐵道
■兩毛線
大平下－栃木－思川
 東武鐵道
 日光線
- ■特急「華嚴」「鬼怒」、■特急「Revaty華嚴」「Revaty鬼怒」「Revaty會津」、■特急「霧降」、■JR線直通特急「日光」「SPACIA日光」「鬼怒川」「SPACIA鬼怒川」停車站

■急行、■區間急行、■普通
新大平下（TN 10）－栃木（TN 11）－新栃木（TN 12）
 宇都宮線 
- ■特急「下野」 停車站

■普通
栃木（TN 11）－新栃木（TN 12）

### 過去路線
- 鍋山人車鐵道（栃木站，1956年廢止）

### 使用人數

#### JR東日本
1. ↑  . 東日本旅客鉄道.   [2019-07-06]. （原始内容存档于2019-07-05）.
2. ↑  . 東日本旅客鉄道.   [2019-03-10]. （原始内容存档于2019-03-28）.
3. ↑  . 東日本旅客鉄道.   [2019-03-10]. （原始内容存档于2019-03-28）.
4. ↑  . 東日本旅客鉄道.   [2019-03-10]. （原始内容存档于2019-03-28）.
5. ↑  . 東日本旅客鉄道.   [2019-03-10]. （原始内容存档于2019-03-28）.
6. ↑  . 東日本旅客鉄道.   [2019-03-10]. （原始内容存档于2019-03-28）.
7. ↑  . 東日本旅客鉄道.   [2019-03-10]. （原始内容存档于2019-03-28）.
8. ↑  . 東日本旅客鉄道.   [2019-03-10]. （原始内容存档于2019-03-28）.
9. ↑  . 東日本旅客鉄道.   [2019-03-10]. （原始内容存档于2019-03-28）.
10. ↑  . 東日本旅客鉄道.   [2019-03-10]. （原始内容存档于2019-03-28）.
11. ↑  . 東日本旅客鉄道.   [2019-03-10]. （原始内容存档于2019-03-28）.
12. ↑  . 東日本旅客鉄道.   [2019-03-10]. （原始内容存档于2019-03-28）.
13. ↑  . 東日本旅客鉄道.   [2019-03-10]. （原始内容存档于2019-03-28）.
14. ↑  . 東日本旅客鉄道.   [2019-03-10]. （原始内容存档于2019-03-28）.
15. ↑  . 東日本旅客鉄道.   [2019-03-10]. （原始内容存档于2019-03-28）.
16. ↑  . 東日本旅客鉄道.   [2019-03-10]. （原始内容存档于2019-03-28）.
17. ↑  . 東日本旅客鉄道.   [2019-03-10]. （原始内容存档于2019-03-23）.
18. ↑  . 東日本旅客鉄道.   [2019-03-10]. （原始内容存档于2019-03-28）.
19. ↑  . 東日本旅客鉄道.   [2019-07-06]. （原始内容存档于2019-03-21）.
20. ↑  . 東日本旅客鉄道.   [2019-07-06]. （原始内容存档于2019-07-05）.
21. ↑  . 東日本旅客鉄道.   [2020-07-12]. （原始内容存档于2020-07-10）.

#### 東武鐵道
1日平均上下車人次
1. 1 2  . 東武鉄道.   [2019-07-21]. （原始内容存档于2016-08-06）.
2. ↑   (PDF). 平成15年度1日平均乗降人員・通過人員. 関東交通広告協議会: 20.   [2018-11-04]. （原始内容 (PDF)存档于2018-11-04）. 外部链接存在于|work= (帮助)
3. ↑   (PDF). 平成16年度1日平均乗降人員・通過人員. 関東交通広告協議会: 20.   [2018-11-04]. （原始内容 (PDF)存档于2018-11-04）. 外部链接存在于|work= (帮助)
4. ↑   (PDF). 平成17年度1日平均乗降人員・通過人員. 関東交通広告協議会: 20.   [2018-11-04]. （原始内容 (PDF)存档于2018-11-04）. 外部链接存在于|work= (帮助)
5. ↑   (PDF). 平成18年度1日平均乗降人員・通過人員. 関東交通広告協議会: 20.   [2019-03-10]. （原始内容 (PDF)存档于2019-03-10）. 外部链接存在于|work= (帮助)
6. ↑   (PDF). 平成19年度1日平均乗降人員・通過人員. 関東交通広告協議会: 20.   [2019-03-10]. （原始内容 (PDF)存档于2019-03-10）. 外部链接存在于|work= (帮助)
7. ↑   (PDF). 平成20年度1日平均乗降人員・通過人員. 関東交通広告協議会: 21.   [2019-03-10]. （原始内容 (PDF)存档于2019-03-10）. 外部链接存在于|work= (帮助)
8. ↑   (PDF). 平成21年度1日平均乗降人員・通過人員. 関東交通広告協議会: 19.   [2019-03-10]. （原始内容 (PDF)存档于2019-03-10）. 外部链接存在于|work= (帮助)
9. ↑   (PDF). 平成22年度1日平均乗降人員・通過人員. 関東交通広告協議会: 19.   [2019-03-10]. （原始内容 (PDF)存档于2019-03-10）. 外部链接存在于|work= (帮助)
10. ↑   (PDF). 平成23年度1日平均乗降人員・通過人員. 関東交通広告協議会: 19.   [2019-03-10]. （原始内容 (PDF)存档于2019-03-10）. 外部链接存在于|work= (帮助)
11. ↑   (PDF). 平成24年度1日平均乗降人員・通過人員. 関東交通広告協議会: 19.   [2019-03-10]. （原始内容 (PDF)存档于2019-03-10）. 外部链接存在于|work= (帮助)
12. ↑   (PDF). 平成25年度1日平均乗降人員・通過人員. 関東交通広告協議会: 17.   [2019-03-10]. （原始内容 (PDF)存档于2019-03-21）. 外部链接存在于|work= (帮助)
13. ↑   (PDF). 平成26年度1日平均乗降人員・通過人員. 関東交通広告協議会: 18.   [2019-03-10]. （原始内容 (PDF)存档于2019-03-10）. 外部链接存在于|work= (帮助)
14. ↑   (PDF). 平成27年度1日平均乗降人員・通過人員. 関東交通広告協議会: 18.   [2019-03-10]. （原始内容 (PDF)存档于2019-03-10）. 外部链接存在于|work= (帮助)
15. ↑   (PDF). 平成28年度1日平均乗降人員・通過人員. 関東交通広告協議会: 18.   [2019-03-10]. （原始内容 (PDF)存档于2019-03-10）. 外部链接存在于|work= (帮助)
16. ↑   (PDF). 平成29年度1日平均乗降人員・通過人員. 関東交通広告協議会: 18.   [2019-07-21]. （原始内容 (PDF)存档于2019-07-21）. 外部链接存在于|work= (帮助)

年度上車人次
1. ↑   (PDF). 第55回 栃木県統計年鑑　平成21年版. 栃木県: 133. 2009  [2019-03-02]. （原始内容 (PDF)存档于2019-03-02）. 外部链接存在于|work= (帮助)
2. ↑   (PDF). 第56回 栃木県統計年鑑　平成22年版. 栃木県: 133. 2010  [2019-03-02]. （原始内容 (PDF)存档于2019-03-02）. 外部链接存在于|work= (帮助)
3. ↑   (PDF). 第57回 栃木県統計年鑑　平成23年版. 栃木県: 133. 2011  [2019-03-02]. （原始内容 (PDF)存档于2019-03-02）. 外部链接存在于|work= (帮助)
4. ↑   (PDF). 第58回 栃木県統計年鑑　平成24年版. 栃木県: 133. 2012  [2019-03-02]. （原始内容 (PDF)存档于2019-03-02）. 外部链接存在于|work= (帮助)
5. ↑   (PDF). 第59回 栃木県統計年鑑　平成25年版. 栃木県: 133. 2013  [2019-03-10]. （原始内容 (PDF)存档于2019-03-10）. 外部链接存在于|work= (帮助)
6. ↑   (PDF). 第60回 栃木県統計年鑑　平成26年版. 栃木県: 133. 2014  [2019-03-10]. （原始内容 (PDF)存档于2019-03-10）. 外部链接存在于|work= (帮助)
7. ↑   (PDF). 第61回 栃木県統計年鑑　平成27年版. 栃木県: 133. 2015  [2019-03-10]. （原始内容 (PDF)存档于2019-03-10）. 外部链接存在于|work= (帮助)
8. ↑   (PDF). 第62回 栃木県統計年鑑　平成28年版. 栃木県: 133. 2016  [2019-03-10]. （原始内容 (PDF)存档于2019-03-10）. 外部链接存在于|work= (帮助)

## 外部連結
- 車站資訊（栃木）：東日本旅客鐵道
- 栃木（車站資訊） - 東武鐵道